# 移剌窩斡
移剌窝斡（？—1162年），《大金国志》作耶律斡罕，契丹人，曾一度抗金稱帝，後被處死。

## 簡介
金国正隆五年（1160年），金国國君海陵王完颜亮在辽国故地西北路（今内蒙古正蓝旗）徵兵，討伐宋朝。契丹聚众反金，首领撒八自称节度使。
正隆六年（1161年），撒八被击败，欲投奔西辽，部下窝斡将其杀死。自称都元帅，领军东还，攻下辽国故都临潢府。十二月，窝斡自称后辽皇帝，年号天正。
次年，完颜亮南征失败被杀，刚即位的金世宗全力进攻窝斡。窝斡寡不敌众，出大同西奔西夏，途中被部將所劫持，降金，被磔刑處死。

## 延伸阅读
[在维基数据编辑]
 《金史/卷133》，出自脱脱《遼史》